# Entitats tutelars a Catalunya
Les Entitats tutelars a Catalunya són aquelles entitats sense ànim de lucre que es dediquen a la protecció de persones menors o de persones incapacitades i que compleixen els requisits que estableix la llei 25/2010 per a assumir les tuteles. Les persones jurídiques han de notificar a l'administració pública competent el nomenament i el cessament com a tutores en el termini de quinze dies des que hagin tingut lloc i han d'assignar un o més professionals perquè es responsabilitzin del benestar del tutelat les quals no poden incórrer en cap de les situacions d'ineptitud que estableix la mateixa llei.

## Concepte
Es denominen entitats tutelars les persones jurídiques (fundacions, associacions, etc.) que reuneixen els requisits establerts per la legislació vigent i que no tenen ànim de lucre o d'enriquir-se i es dediquen a la cura i la protecció de les persones incapacitades. Aquestes entitats poden exercir càrrecs tutelars i presenten la característica que donen una major garantia de seguretat i continuïtat en l'exercici dels càrrecs esmentats que les persones físiques.

## Principis bàsics
Hi ha uns principis bàsics que han de ser respectats en tot moment per les entitats tutelars, pel que fa a la seva relació amb la persona tutelada i són els següents: No discriminació, Globalització i Personalització.

## Criteris de gestió
Els criteris de gestió que ha de tenir una entitat tutelar són:
- Eficàcia i eficiència
- Transparència
- Organització i mitjans adequats
- Compliment dels indicadors de qualitat establerts

## Funcions dels diferents àmbits professionals
- Gerència: Dirigeix, coordina i supervisa la resta d'àrees i qui assumeix la tutela en nom de l'entitat davant el jutge.
- Àrea Social: Atenció directa a les persones tutelades.
  - Referent tutelar: Realitza el seguiment, avaluació de necessitats i preveu necessitats futures de la persona tutelada.
  - Auxiliar de tutela: Té contacte més directe amb la persona tutelada, supervisa la situació i el seu dia a dia i és el responsable de passar al departament de treball social tota la informació que rep de la persona tutelada o de professionals dels recursos que visita.
- Àrea econòmica: Porta la gestió econòmica de la fundació i de les persones tutelades.
- Àrea jurídica: Assessora a professionals i familiars sobre temes jurídics, inicia el procés d'incapacitació amb el Ministeri fiscal i realitza tràmits administratius.
- Àrea administrativa: Tasques més purament administratives del centre.